# Шмидт, Эрхард
Эрхард Шмидт (14 января 1876 — 6 декабря 1959) — немецкий математик, с 1917 года профессор Берлинского университета. В 1946—58 первый директор Института математики АН ГДР. Основные труды по теории функций, интегральным уравнениям, функциональному анализу. Определил и изучил геометрически гильбертово пространство, используя аналогии с геометрией Евклида. Занимался квадратичными формами. Известен оператор Гильберта-Шмидта и процесс Грама ― Шмидта.